# کوه وردی
کوه وردی (به انگلیسی: Mount Wordie) یک کوه در ایالات متحده آمریکا است که در Glacier Bay National Park واقع شده‌است. کوه وردی ۱٬۴۳۲٫۵۸ متر بالاتر از سطح دریا واقع شده‌است.